# دین در ایالات متحده آمریکا
| ادیان در آمریکا | ادیان در آمریکا | ادیان در آمریکا | ادیان در آمریکا | ادیان در آمریکا |
| --------------- | --------------- | --------------- | --------------- | --------------- |
| دین             | دین             |                 | درصد            | درصد            |
| مسیحیتblue      | مسیحیتblue      |                 | ۰٪              | ۰٪              |
| بی‌دین           | بی‌دین           |                 | ۰٪              | ۰٪              |
| یهودیت          | یهودیت          |                 | ۱٫۷٪            | ۱٫۷٪            |
| بودایی          | بودایی          |                 | ۰٫۷٪            | ۰٫۷٪            |
| اسلام           | اسلام           |                 | ۰٫۶٪            | ۰٫۶٪            |
| هندو            | هندو            |                 | ۰٫۴٪            | ۰٫۴٪            |
| دیگر            | دیگر            |                 | ۱٫۲٪            | ۱٫۲٪            |

دین و مذهب اکثریت بر پایه ایالت:
کاتولیک با کمتر از ۳۰ درصد کل جمعیت
کاتولیک با کمتر از ۴۰ درصد کل جمعیت
کاتولیک با کمتر از ۵۰ درصد کل جمعیت
کاتولیک با بیش از ۵۰ درصد کل جمعیت
باپتیست با کمتر از ۳۰ درصد کل جمعیت
باپتیست با کمتر از ۴۰ درصد کل جمعیت
باپتیست با کمتر از ۵۰ درصد کل جمعیت
با بیش از ۵۰ درصد کل جمعیت
متودیست با کمتر از ۳۰ درصد کل جمعیت
لوترن با کمتر از ۳۰ درصد کل جمعیت
لوترن با کمتر از ۴۰ درصد کل جمعیت
مورمون با بیش از ۵۰ درصد کل جمعیت
خداناباور با کمتر از ۳۰ درصد کل جمعیت

نقشه پراکندگی یهودیان آمریکا، یهودیان در این کشور اقلیتی کوچک اما قابل توجه محسوب می‌شوند. به عنوان نمونه ۳۷ درصد از کل برندگان آمریکایی جایزه نوبل از جمعیت ۲ درصدی این اقلیت‌اند.

آمریکا به‌طور رسمی یک کشور سکولار می‌باشد. در ایالات متحده آمریکا بر اساس متمم اول قانون اساسی ایالات متحده آمریکا، هیچ دینی به‌طور رسمی وجود ندارد، اما همین متمم نیز آزادی تمام ادیان را تضمین کرده‌است. به همین دلیل است که مثلاً زنان محجبهٔ مسلمان آمریکایی اجازه حضور در مراکز دولتی و دانشگاهی کشور را از نظر قانونی دارند.
با وجود جدایی دین از سیاست در آمریکا، دین اهمیت ونقش مهمی در این کشور دارد که نماد آن جمله توکل ما به خداست شعار کشور آمریکا محسوب می‌شود که بر روی اسکناس دلار آمریکا نیز نقش بسته است گروه‌های مذهبی قدرت اثرگذاری قابل توجهی در آمریکا دارند در دهه ۱۹۲۰ این گروه‌ها توانستند دولت را ترغیب به ممنوعیت تولید و مصرف مشروبات الکلی کنند (اصلاحیه هجدهم قانون اساسی ایالات متحده آمریکا ولی با افزایش خشونت‌ها در پی گسترش قاچاق در اصلاحیه بیست و یکم برداشته شد)و بر تدریس نظریه تکامل در مدارس آمریکا به صورت محدود و در برخی ایالات محدودیت ایجاد کنند. .گروه‌های مذهبی به خصوص پروتستان‌های اونجلیکال و کاتولیک‌ها، مواضع سرسختانه‌ای را دربرابر موضوعات چون همجنسگرایی، سقط جنین و آموزش مختلط در مدارس آمریکا، اتخاذ کرده‌اند.

بر اساس آمار سال ۲۰۰۲، ترکیب مذهبی مردم آمریکا به شرح زیر بوده‌است:
پروتستان ۵۲٪، کاتولیک ۲۴٪، مورمون ۲٪، یهودی ۲٪، مسلمان ۱٪، 
دیگران ۱۰٪، بدون دین ۱۰٪.
پروتستان‌های آمریکا نیز به فرقه‌های متعددی تقسیم می‌شوند. برخی از آنان میلیون‌ها نفر را دربر می‌گیرند، در حالی که کلیساهای کوچک، تنها هزاران عضو دارند.
برخی از فرقه‌های مذهبی معروف آمریکا عبارت‌اند از:
اپیسکوپلین‌ها، پرسبیترین‌ها، متدیست‌ها، باپتیست‌ها، یونیتارین‌ها، مریدان مسیح، کلیسای اصلاحی هلندی، کویکرها و کانگروگیشنالیست‌ها.

## برخی از کلیساهای معروف آمریکا
- کلیسای ملی واشینگتن
- باسیلیکای عبادتگاه ملی گل کوچک
- معبد استقلال
- میدان شکرگزاری
- میسیون اسپادا
- میسیون سن خوان
- میسیون سن خوزه
- میسیون کنسپسیون
- کلیسای جامع سن فرناندو
- کلیسای جامع سن پاتریک
- کلیسای جامع سنت جان
- کلیسای سنت جان (ناکسویل)
- کلیسای کریستال